# 템플릿 메소드 패턴
템플릿 메소드 패턴(template method pattern)은 소프트웨어 공학에서 동작 상의 알고리즘의 프로그램 뼈대를 정의하는 행위 디자인 패턴이다. 알고리즘의 구조를 변경하지 않고 알고리즘의 특정 단계들을 다시 정의할 수 있게 해준다.

### UML 클래스 다이어그램

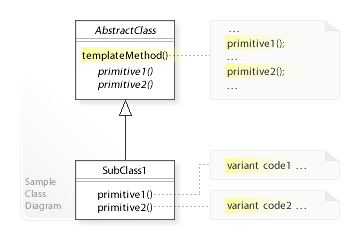
A sample UML class diagram for the Template Method design pattern.

### 클래스 다이어그램

Template method: UML class diagram.

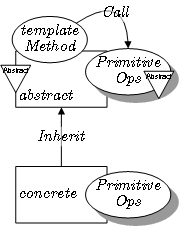
Template Method in LePUS3.

## 같이 보기
- 상속 (객체 지향 프로그래밍)
- 어댑터 패턴
- 전략 패턴